# Norddeutsche Frachtdampfschiffahrts AG
Die Norddeutsche Frachtdampfschiffahrts AG wurde 1903 von der Flensburger Kohlenhandlung Gebr. Petersen gegründet, nachdem sie bereits 1896 den Dampfer Rocklands aus England gekauft und zum Kohlentransport für eine Partenreederei beschäftigten.

## Geschichte

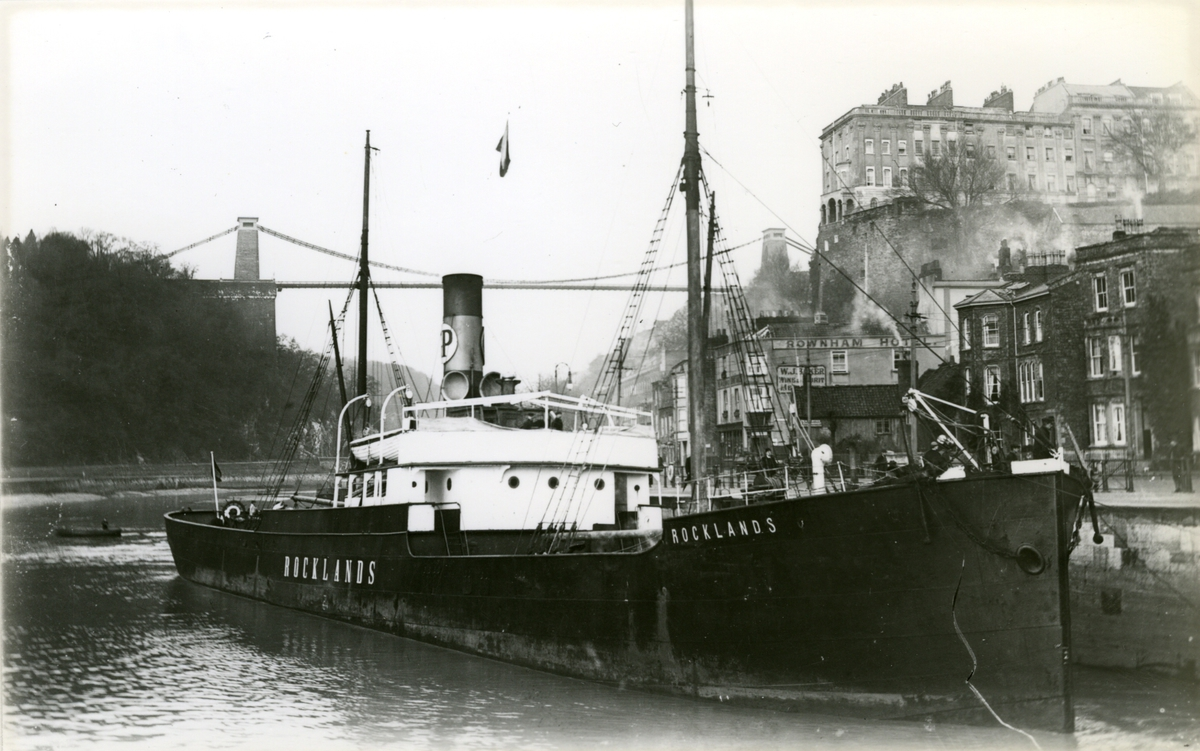
Die von 1896 bis 1913 eingesetzte Rocklands

Die Norddeutsche Frachtdampfschiffahrts AG der Flensburger Kohlenhandlung Gebr. Petersen bezog ihre Kohlen aus England und erwarb 1896 den 1881 von Irvine’s Shipbuilding & Drydock gebauten Frachtdampfer Rocklands. Im Jahr 1904 folgten die Schwennau (2250 tdw) von der Neptunwerft in Rostock und die Königsau (2250 tdw) von der Flensburger Schiffbaugesellschaft. Von der Tönninger Eiderwerft wurde 1907 die Levensau (3350 tdw) übernommen.

### Gründung der Reederei Kohlenhandelsgesellschaft 1865
Die Kohlenhandelsgesellschaft, eine 1865 erfolgte Flensburger Gemeinschaftsgründung von Gebr. Petersen und Holm & Molzen gründete 1874 die  Reederei Kohlenhandelsgesellschaft, die 1909 einen selbsttrimmenden Kohledampfer bei der Flensburger Schiffbaugesellschaft geordert hatte. Das Schiff Glückauf (3350 tdw) wurde 1910 abgeliefert und vom Korrespondentreeder Gebr. Petersen betreut. Bis zur Lieferung dieses Spezialschiffes entstand am Flensburger Kai eine neuartige Kohlenlöschanlage mit zwei Kränen, die viele Hafenarbeiter um ihre Arbeit brachte. Die bisherige Löscharbeit, bei der die Kohlen im Laderaum in Körbe geschaufelt wurde und mit bordeigenem Geschirr umgeschlagen wurden, entfiel.
1911 übernahm die Reederei aus Wismar den Selbsttrimmer Wismar (3357 tdw) und setzte ihn unter gleichem Namen ein. Er sank jedoch nach zwei Jahren in der Nordsee im Sturm.

### Trennung 1913
Die Partnerfirmen trennten sich 1913 und Holm & Molzen übernahmen die Schwennau und die  Königsau und reihten sie in ihre Flotte ein. Die Rocklands wurde im selben Jahr an die Reederei Fischer abgetreten und in Franz Fischer umbenannt. Gebr. Petersen führten die Norddeutsche Frachtdampfschiffahrts AG mit der Levensau weiter, die 1914 bei Beginn des Ersten Weltkriegs in England beschlagnahmt wurde.

## Reederei Marquardt Petersen GmbH 1927
1927 gründete Marquardt Petersen, Mitinhaber der Firma Gebr. Petersen zusammen mit J. Thielsen und A. Wandmaker die Reederei Marquardt Petersen GmbH. Sie bestellten zwei Schiffe bei der Flensburger Schiffbaugesellschaft, die 1927 als Marquardt Petersen (2620 tdw) und 1928 als Anna Marquardt Petersen (2625 tdw) abgeliefert wurden. Die folgenden schwierigen Jahre der Wirtschaft führten zu sinkenden Frachtraten und 1932 wurde die Anna Marquardt Petersen an die Ozean Dampfer AG, Flensburg, Korrespondentreeder Heinrich Schuldt verkauft und in Heinrich Schuldt umbenannt. Der andere Dampfer wurde 1936 an die Flensburger Dampfschiffahrtsgesellschaft von 1869 verkauft, in Sexta umbenannt und die Reederei geschlossen. 1980 wurde auch die Kohlenhandlung im Handelsregister gelöscht.